# Kuhlmannstraße 1 (Weimar)

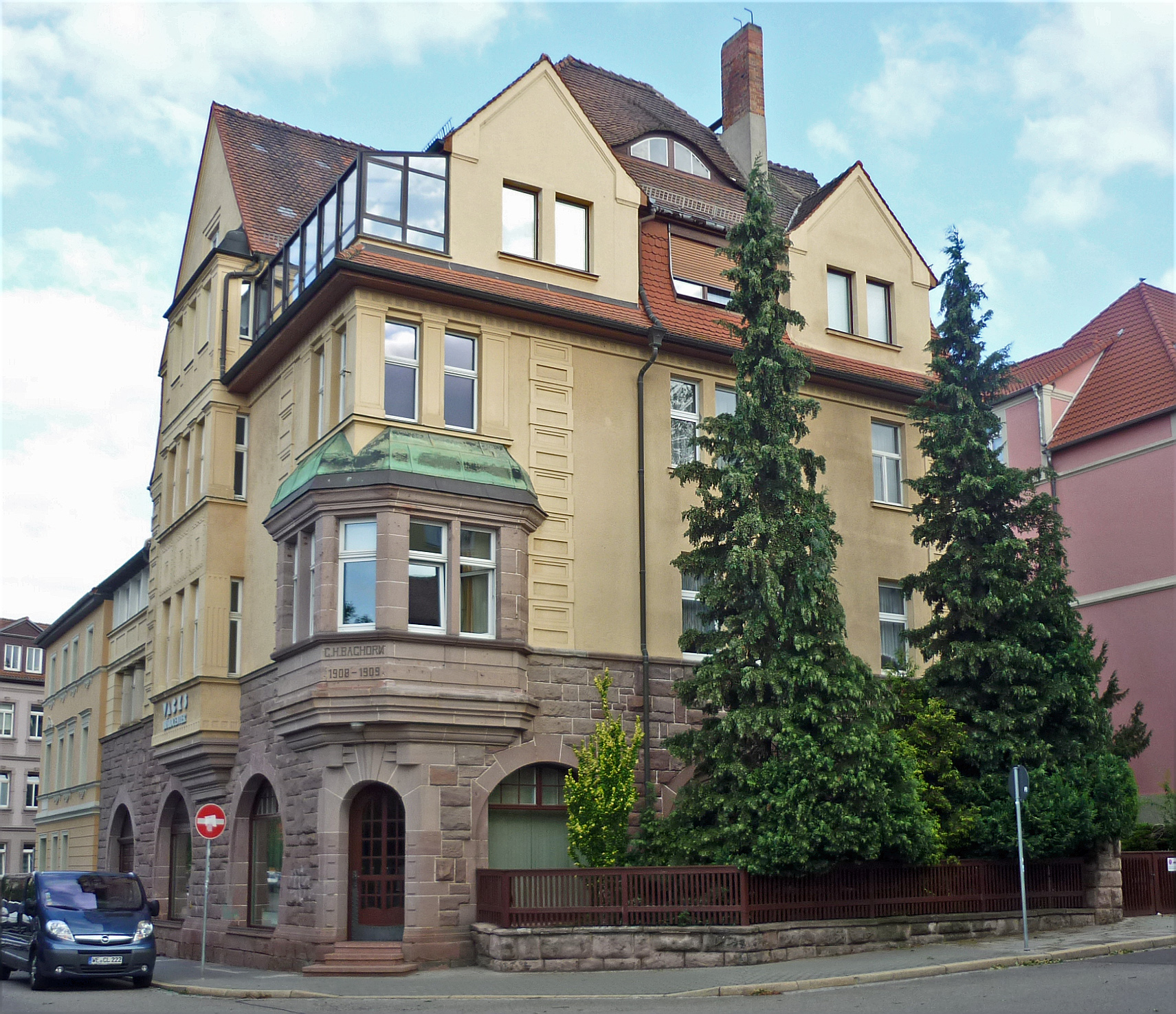
Weimar, Kuhlmannstraße 1

In der Weimar Nordvorstadt gibt es eine Kuhlmannstraße, benannt nach dem Landgerichtsrat und Wohltäter Weimars Karl Kuhlmann (1852–1898), der eine Stiftung zu Gunsten der Armen ins Leben rief.  Die kurze Straße verläuft zwischen der  Schopenhauerstraße und der Meyerstraße. In der Kuhlmannstraße gibt es eine historische Brunnenstube.
Der Straßenzug selbst steht nicht auf der Liste der Kulturdenkmale in Weimar (Sachgesamtheiten und Ensembles), aber das Haus Kuhlmannstraße 1 ist auf der Liste der Kulturdenkmale in Weimar (Einzeldenkmale) aufgeführt. Dieses ist Wohn- und Geschäftshaus. Es war das Haus des Kaufmanns G. H. Baghorn, der es 1908–1909 errichten ließ. Die Jahreszahl steht wie auch der Auftraggeber über dem Eingang. Während die oberen Etagen verputzt sind, ist das Erdgeschoss mit Sichtsteinfassade aus rotem Sandstein ausgeführt.